# Brithdir Mawr
Brithdir Mawr — идейная община в графстве Пембрукшир, Уэльс, Великобритания.

## Предыстория
Одна из основателей общины, Эмма Орбах (Emma Orbach), родилась в 1955 году в Великобритании. Отец — известный богатый музыкант, с детства обучал её музыке. В юности она училась в одной из частных школ-интернатов вместе с двумя дочками иностранных президентов. Затем она училась в Оксфордском университете по специальности «китайский язык», где и познакомилась со своим будущим мужем и сооснователем общины Brithdir Mawr, историком архитектуры Джулианом Орбахом (англ. Julian Orbach). До создания общины они жили сначала в коттедже в городе Брэдфорд-на-Эйвоне, затем переехали в заброшенный дом. Примерно в 1982 году у Эммы и Джулиана родилась старшая дочь, в 1984 году — сын, в 1988 году младшая дочь; детей они забрали из школы для домашнего обучения.

## Основание
Организация была создана в 1993 году. Основатели — Джулиан Орбах (англ. Julian Orbach), специалист по истории архитектуры, и его жена Эмма Орбах (Emma Orbach). Они начали создавать поселение у подножия горы Минидд Карнигли (англ. Mynydd Carningli) (национальный парк Пембрукшир-Кост, недалеко от города Ньюпорт (англ. Newport) графства Пембрукшир), не получив разрешения на строительство и не предавая это дело огласке. Сначала Орбахи отремонтировали обветшалый фермерский дом и поселились в нём вместе со своими тремя детьми.

## Основательница
В 1995 году эта группа людей купила большой земельный участок на Пембрукшире в Западном Уэльсе с целью создать там коммуну. На этом участке были проточная вода и генератор. Там они прожили около пяти лет, когда в 1999 году коммуна распалась. После этого Эмма Орбах построила сама себе землянку и переселилась туда в январе 2000 года. Ей всё больше хотелось единения с природой, поэтому она тем самым решила ещё дальше отделиться от современных благ цивилизации. Тем более такой образ жизни, по её мнению, наносит меньший урон природе. Муж с детьми, не выдержав такого единения с природой, уехали, и Эмма развелась с мужем. Сейчас уже взрослые дети проживают в Брайтоне, Лондоне и Бристоле, но всё же иногда навещают свою мать.
Образ жизни, которого придерживается Эмма Орбах, её вполне устраивает. Просыпаясь в лесу, она любуется красивыми деревьями; по вечерам она созерцает звёзды и луну — и это роднит её с природой.
Эмма Орбах обладает особенными чертами в своём быту и образе жизни. Если её муж Джулиан и его дети живут в обычных городских домах, Эмма ежедневно таскает вёдра с водой из ближайшего ручья, рубит дрова, выращивает овощи и содержит животных. По состоянию на 2013 год у неё было семь кур, три козы, две лошади и две кошки. И лишь под вечер она может себе позволить вернуться в своё жилище. И лишь иногда она может себе позволить сходить в близлежащие магазины и купить себе, к примеру, шоколад.
Орбах живёт в довольно жёстких условиях, без электричества и проточной воды. У неё нет ни освещения, ни телевизора, ни радио, ни раковины, ни туалета. Стены землянки сделаны из соломы, покрытой штукатуркой на основе лошадиного помёта (!). Благодаря ему стены землянки получаются гладкими. И землянку она выбрала только потому, что хочет наносить Земле как можно меньший ущерб. Запах внутри землянки даёт знать лучшего, поэтому дети и другие люди редко её посещают, а если и посещают, то стараются как можно скорее её покинуть.
Туалет находится на небольшой полянке внизу, куда идут скошенная трава, опилки и отходы жизнедеятельности человека. Всё это превращается в компост. Согласно её взглядам, «канализация является способом не нести ответственности за свои отходы». Ванна также находится вне землянки. Причём Эмма поставила ванну так, чтобы можно было под ней разжечь огонь. Умывается она в близлежащем ручье, а ванну принимает один раз в месяц. Она просто наполняет ванну водой, разжигает под ней костёр и ждёт около двух часов, когда ванна нагреется. Иногда она моется один-два раза в речке, если чувствует, что от неё разит за версту.
Так как у неё нет электричества, нет у неё и бытовой техники и электроники. У неё также нельзя зарядить мобильный телефон. И это ещё одна причина, по которой её дети редко навещают её. Но Эмма понимает своих детей, что «молодёжь не желает жить без электричества».
- Уважение Эммы Орбах ко всему натуральному такое, что она к лошадиному помёту относится лучше, нежели, например, к лосьону после бритья. Она говорит: «Всё, что природного происхождения, меня не беспокоит, а вот люди наносят на себя всякие мерзости».
- Причина жизни Эммы Орбах вне благ цивилизации связана именно с уважением к природе и земным вещам, а не со строгим воспитанием родителей или протестом против пороков и мерзостей цивилизации. «Сегодня всё в моей жизни делает меня счастливой. Просыпаться в лесу, смотреть на красивые деревья, видеть звёзды и луну — все это делает меня по-настоящему близкой с миром природы» — говорит Эмма.
- Эмма Орбах должна платить муниципальный налог за своё жилище. Каждую неделю Эмма уплачивает по 60 евро в качестве муниципального налога.

## «Этот круглый дом»
Зимой 1997—1998 года было возведено самое известное строения общины — «Этот круглый дом» (англ. That Roundhouse) —: здание круглой формы с земляной кровлей. Строили его Тони Рэнч (англ. Tony Wrench), Джейн Фейт (англ. Jane Faith), которые разработали его проект, и ещё несколько человек, участвовавших в системе «трудового обмена» в их пермакультурной группе.

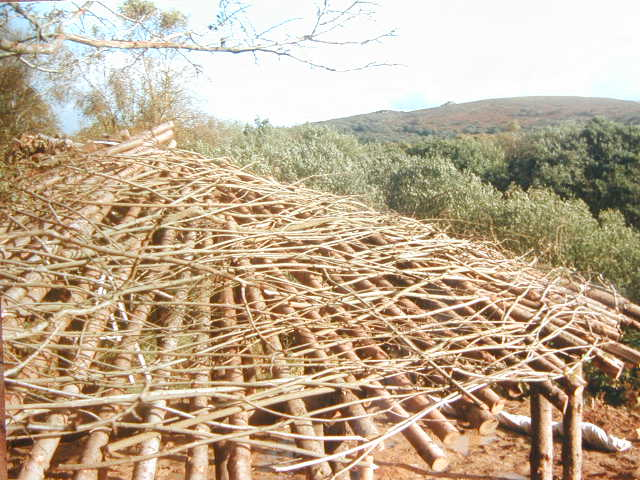

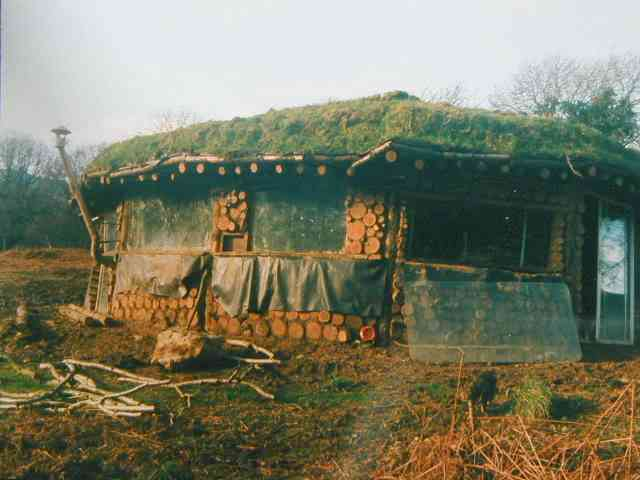

Круглый дом был построен в основном из местных доступных природных материалов, в том числе древесины, которую поселенцы целиком заготавливали сами. Каркас сделан из псевдотсугу Мензиса, обложен глиночуркой. Подобная технология строительства широко использовалась первыми европейскими переселенцами в Северной Америке. Кровля — самоопирающейся (ресипрокальной) конструкции (англ. reciprocal frame), которая не требует установки опор внутри здания. Зелёная крыша засажена виноградом и другими местными продуктивными растениями; под слоем грунта расположена прудовая плёнка (англ. pond liner), обеспечивающая гидроизоляцию, а под ней — соломенная теплоизоляция. Затраты на строительство такого круглого дома диаметром 10 метров составили, как сообщалось, всего около 3000 фунтов стерлингов.
Проект круглого дома основан на принципах пермакультуры: использовать местные ресурсы, насколько это возможно, чтобы удовлетворять потребности, не производя загрязнения окружающей среды; работать совместно с природой, а не против природы.
Также были возведены деревянный шатёр, дровяной склад и мастерская.
В 1998 году в общине было 12 взрослых и 10 детей, большинство из них — вегетарианцы. Они жили там постоянно или большую часть времени, сами выращивали пищу для себя. В том же году это поселение, в котором тогда было пять соломенных домов и один деревянный геодезический купол, было обнаружено посредством аэрофотосъёмки. Власти предъявили обвинили поселенцев в четырнадцати нарушениях строительных норм и правил, включая незаконное сооружение пруда и незаконное возведение круглого дома, круглого навеса и купола, и угрожали снести незаконные постройки. Почти все эти сооружения удалось так или иначе легализовать — кроме «Этого круглого дома», имевшего длительную историю судебных тяжб, и навеса, который так и остался стоять без разрешения на строительство.
Примерно в 2001 году земельный участок общины был разделён на три части. Земля вокруг «Этого круглого дома» была передана в Roundhouse Trust. Джулиан Орбах уехал оттуда в город, но остался собственником около 80 акров земли, в том числе земли под старым фермерским домом и пристройками. Эта земля была сдана им в аренду другой организации — Brithdir Mawr Housing Co-op. Остальная земля перешла к Эмме Орбах; та назвала её «Tir Ysbrydol» (духовная земля) и занялась получением разрешений и согласований на существующие и новые соломенные хижины и хозпостройки.
В 2008 году наконец удалось задним числом получить разрешение на строительство «Этого круглого дома».
В 2015 году Эмма Орбах снималась в одной из серий телесериала «Ben Fogle: New Lives in the Wild».